# 코마 (혜성)

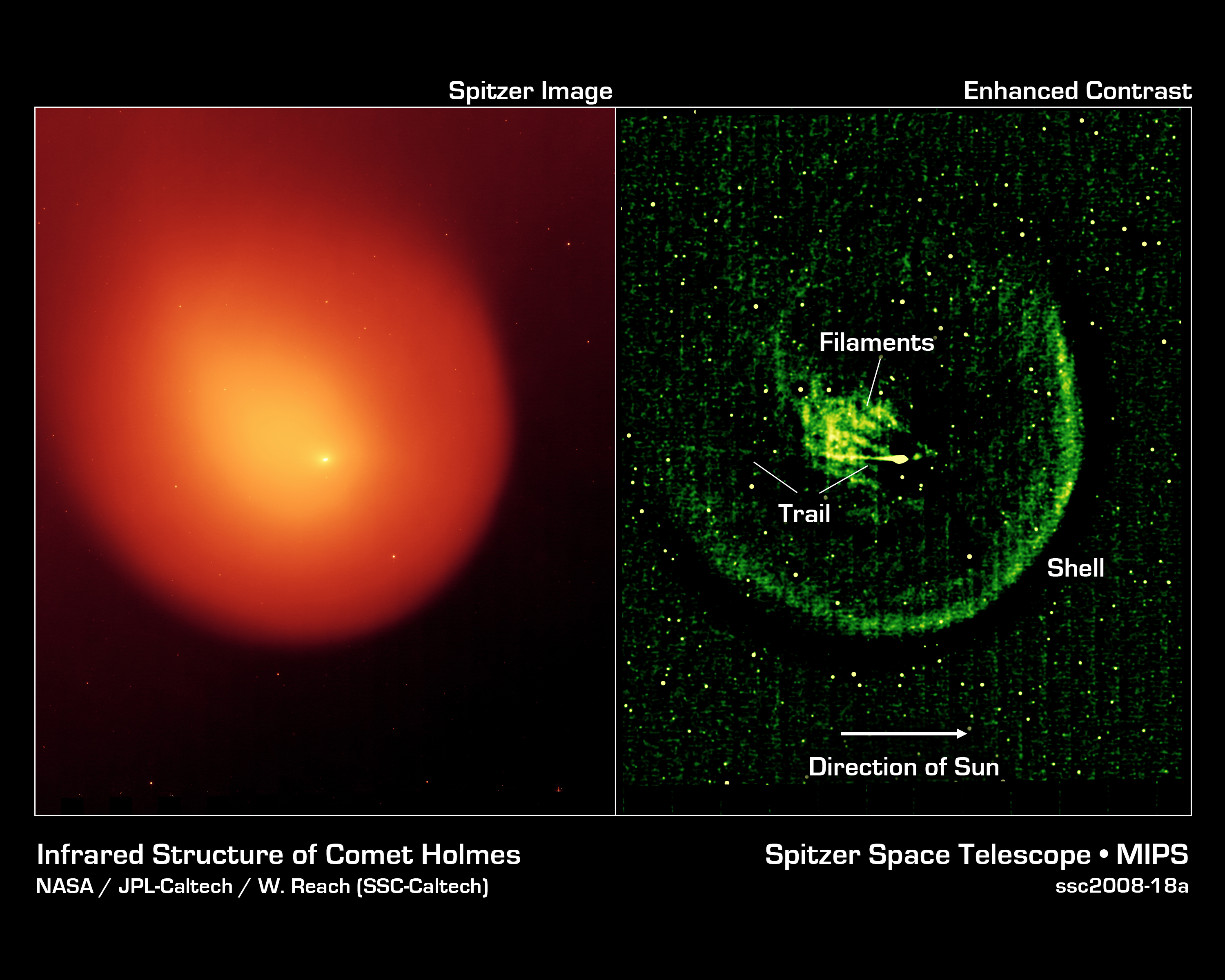
적외선으로 관측한 홈스 혜성의 코마

코마는 혜성이 태양에 접근할 때 나타나는 핵 주위의 성운과 같은 덮개이다. 코마는 혜성이 태양에 가깝게 통과할 때 따뜻해짐에 따라 핵의 일부가 승화하여 생성된다. 이로 인해 혜성은 망원경으로 관측했을 때 별과는 구분되는 탁한 형태를 띤다 영단어 그리스어 κόμη (kómē)에서 왔는데, 이는 '머리카락'이라는 의미이며 혜성의 영어 이름인 comet의 기원이기도 하다.
코마는 일반적으로 얼음과 먼지로 구성되어 있다. 혜성이 태양으로부터 3-4 AU (4억 5천만-6억 km)만큼 떨어져 있을 때, 혜성의 핵으로부터 방출되는 휘발성 물질의 약 90%가 물로 구성되어 있다. H2O 분자는 주로 광분해되고, 일부는 광이온화되어 쪼개진다. 태양풍은 광화학적 과정에 비하면 코마가 형성되는 데 있어 일부분의 역할만을 한다. 큰 먼지 입자는 혜성의 궤도 경로에 남고, 작은 입자는 태양의 복사압에 의해 밀려 혜성의 꼬리가 된다.

## 연구
2014년 8월 11일, 천문학자들은 아타카마 대형 밀리미터 간섭계(ALMA)를 처음 이용하여 C/2012 F6 혜성과 C/2012 S1 혜성의 코마에서 HCN, HNC, H2CO와 먼지의 분포를 연구한 결과를 발표하였다.
2015년 6월 2일, NASA는 추류모프-게라시멘코 혜성을 연구하는 로제타 우주 탐사선의 ALICE 분광기가 태양 복사에 의한 물 분자의 광이온화로 인해 혜성 핵 위 1km 이내에 전자가 생성된다는 사실을 확인했다고 보고했다. 이 전자는 혜성의 핵으로부터 물과 이산화탄소 분자를 방출시키는 역할을 한다.

## 같이 보기
- 혜성형 수차
- 혜성의 핵

1. ↑  “Chapter 14, Section 2 | Comet appearance and structure”. 《lifeng.lamost.org》. 2024년 3월 27일에 확인함.
2. ↑  Zubritsky, Elizabeth; Neal-Jones, Nancy (2014년 8월 11일). “RELEASE 14-038 - NASA's 3-D Study of Comets Reveals Chemical Factory at Work”. 《NASA》.
3. ↑  Cordiner, M.A.;  외. (2014년 8월 11일). “Mapping the Release of Volatiles in the Inner Comae of Comets C/2012 F6 (Lemmon) and C/2012 S1 (ISON) Using the Atacama Large Millimeter/Submillimeter Array”. 《The Astrophysical Journal》 792 (1): L2. arXiv:1408.2458. Bibcode:2014ApJ...792L...2C. doi:10.1088/2041-8205/792/1/L2. S2CID 26277035.
4. ↑  Agle, DC; Brown, Dwayne; Fohn, Joe; Bauer, Markus (2015년 6월 2일). “NASA Instrument on Rosetta Makes Comet Atmosphere Discovery”. 《NASA》.
5. ↑  Feldman, Paul D.; A'Hearn, Michael F.; Bertaux, Jean-Loup; Feaga, Lori M.; Parker, Joel Wm.;  외. (2015년 6월 2일). “Measurements of the near-nucleus coma of comet 67P/Churyumov-Gerasimenko with the Alice far-ultraviolet spectrograph on Rosetta” (PDF). 《아스트로노미 & 아스트로피직스》 583: A8. arXiv:1506.01203. Bibcode:2015A&A...583A...8F. doi:10.1051/0004-6361/201525925. S2CID 119104807.